# ティフェルヌムの戦い
ティフェルヌムの戦いは紀元前297年にイタリア半島中央部のティフェルヌム（現在のチッタ・ディ・カステッロ）近くで発生した、第三次サムニウム戦争での重要な戦いのひとつである。共和政ローマがサムニウムに勝利したが、これに続いてセンティヌムの戦いに勝利したローマは、イタリア中央部の支配権を確立した。

## 概要
紀元前298年、ローマの支配に抵抗しようとしてサムニウムはネアポリス付近で反乱を起こし、第三次サムニウム戦争が開始された。紀元前297年、ローマは経験を積んだコンスルであるクィントゥス・ファビウス・マクシムス・ルリアヌス（4回目のコンスル）とプブリウス・デキウス・ムス（同3回目）に、それぞれ20,000を率いさせてサムニウムに対抗させた。前年のコンスルであるルキウス・コルネリウス・スキピオ・バルバトゥスは、ルリアヌスのレガトゥス（副官）として従軍していた。対するサムニウム軍の兵力は25,000であった。
サムニウムはローマ軍の個別撃破を狙い、ルリアヌスの軍にティフェルヌム近くの渓谷で待ち伏せ攻撃をかけることとした。ローマ軍を誘引するための囮兵を配置し、本体はその背後に隠した。ルリアヌスは十分な偵察によってこの計略を察知しており、奇襲を受けないように「四角」陣形をとった。結局、デキウス・ムスのローマ軍が合流することを恐れたサムニウム軍も渓谷を出て決戦を求め、ルリアヌスもこれを受け入れた。
両軍の戦列は激突したが、当初はサムニウム軍が有利であった。しかし、ルリアヌスは側面攻撃のためにスキピオ・バルバトゥスが率いるハスタティ（ローマ軍を構成する3戦列の第1戦列）を分派しており、それがサムニウム軍の背後に回っていた。ルリアヌスはバルバトゥスと協調して、騎兵に正面から突撃するように命令した。しかし、そのタイミングは早すぎ、撃退されてしまった。サムニウム軍は反撃し、ローマ軍の戦列は破れそうになったが、このときバルバトゥスが到着した。サムニウム軍はこの分遣隊をデキウス・ムスが率いる新たなローマ軍20,000が到着したと誤解した。もしそうであればサムニウム軍は壊滅してしまう。このためサムニウム兵は戦場から脱走し始めた。戦場には23本の隊旗、3,400の遺体が残された。また830人が捕虜となった。
しかしローマ軍の損害も大きく、追撃は実施できず、サムニウム軍を殲滅することは出来なかった。このため、この敗北の後もサムニウムは戦争を続けることとなる。

## 参考資料
- ティトゥス・リウィウス、『ローマ建国史』 X, 14